# Gordon & Re-Play
Gordon & Replay (G&R) is een Nederlandstalig album van zanger Gordon en de R&B muziekgroep Re-Play uit 2002. Het album ontstond uit de samenwerking tussen beide na het opnemen van de single Never nooit meer voor het Nationaal Songfestival in 1999.
Ook op de opvolger van Gordon & Replay, het album Gordon & uit 2003, was Re-Play te horen, met de nummers "Adem" en "Anders niet".

## Tracklist
| Nr. | Titel                                          | Extra | Duur |
| --- | ---------------------------------------------- | --- | ---- |
| 1.  | Zolang (videoclip bij gemaakt)                 | | 3:57 |
| 2.  | Als jij maar van me houdt                      | | 4:06 |
| 3.  | Een nieuw begin                                | | 4:30 |
| 4.  | Zeg nooit "nooit"                              | | 4:39 |
| 5.  | Weet dat ik van je hou (videoclip bij gemaakt) | | 4:39 |
| 6.  | Ligt 't nou aan mij (videoclip bij gemaakt)    | | 3:28 |
| 7.  | Vrienden voor het leven                        | | 4:26 |
| 8.  | Never nooit meer (videoclip bij gemaakt)       | Dit nummer staat ook op het vorige album van Gordon, Met hart en ziel, en werd ook gebruikt voor het Nationaal Songfestival in 1999 | 4:28 |
| 9.  | Troebel water                                  | | 4:41 |
| 10. | Ga nog niet weg                                | | 3:49 |
| 11. | Hou me niet tegen                              | | 3:55 |

## Uitgebrachte singles
| Single met eventuele hitnotering(en) in de Nederlandse Top 40 | Datum van verschijnen | Datum van binnenkomst | Hoogste positie | Aantal weken | Opmerkingen              |
| ------------------------------------------------------------- | --------------------- | --------------------- | --------------- | ------------ | ------------------------ |
| Never nooit meer                                              | 1999                  | 24-04-1999            | 5               | 14           | #5 in de Single top 100  |
| Weet dat ik van je hou                                        | 2002                  | 19-01-2002            | 18              | 9            | #9 in de Single top 100  |
| Zolang                                                        | 2002                  | 07-12-2002            | 24              | 6            | #17 in de Single top 100 |
| Ligt 't nou aan mij                                           | 2003                  | 08-02-2003            | tip12           | -            |                          |